# Szortavalai önkormányzati járás

Szortavala város és a hozzá beosztott területek Karéliában

A Szortavalai önkormányzati járás (oroszul Сортавальский район) Oroszország egyik önkormányzati járása Karéliában. Székhelye Szortavala. Területe közigazgatási szempontból Szortavala városához és a hozzá beosztott településekhez tartozik, Szortavalai járás nem létezik.

## Népesség
- 2002-ben 35 596 lakosa volt, melynek 80,8%-a orosz, 8,6%-a fehérorosz, 3,2%-a karjalai, 3,1%-a ukrán, 1,2%-a finn.
- 2010-ben 32 287 lakosa volt.